# Nuoto ai Giochi della XXVII Olimpiade - Staffetta 4x200 metri stile libero maschile
Si sono svolte 2 batterie di qualificazione. Le prime 8 squadre si sono qualificati direttamente per la finale.

## Batterie
18 settembre 2000

### 1ª batteria
| Posizione | Atleta                                                                | Paese        | Tempo        |
| --------- | --------------------------------------------------------------------- | ------------ | ------------ |
| 1         | Chad Carvin, Nate Dusing, Jamie Rauch e Klete Keller                  | Stati Uniti  | 7:17.22      |
| 2         | Andrea Beccari, Matteo Pelliciari, Klaus Lanzarini e Simone Cercato   | Italia       | 7:17.69      |
| 3         | Mark Johnston, Brian Johns, Mike Mintenko e Rick Say                  | Canada       | 7:21.45      |
| 4         | Andrej Kapralov, Alexei Egorov, Serguei Lavrenov e Dmitri Tchernychev | Russia       | 7:23.58      |
| 5         | Attila Czene, Zsolt Gáspár, Jacint Simon e Bela Szabados              | Ungheria     | 7:24.48      |
| 6         | Igor Koleda, Pavel Lagun, Dmitry Koptur e Valery Khuroshvili          | Bielorussia  | 7:24.83      |
| 7         | Edvaldo Silva Filho, Leonardo Costa, Luiz Lima e Rodrigo Castro       | Brasile      | 7:26.42      |
| -         | Dmitri Kuzmin, Aleksandr Shilin, Andrei Pakin e Ivan Ivanov           | Kirghizistan | Squalificata |

### 2ª batteria
| Posizione | Atleta                                                                            | Paese       | Tempo   |
| --------- | --------------------------------------------------------------------------------- | ----------- | ------- |
| 1         | Grant Hackett, Bill Kirby, Todd Pearson e Daniel Kowalski                         | Australia   | 7:14.27 |
| 2         | Heiko Hell, Michael Kiedel, Christian Keller e Stefan Herbst                      | Germania    | 7:19.95 |
| 3         | Martijn Zuijdweg, Mark van der Zijden, Johan Kenkhuis e Marcel Wouda              | Paesi Bassi | 7:20.67 |
| 4         | James Salter, Andrew Clayton, Marc Spackman e Edward Sinclair                     | Regno Unito | 7:20.69 |
| 5         | Dragoș Coman, Cezar Bădiță, Răzvan Florea e Ștefan Gherghel                       | Romania     | 7:24.06 |
| 6         | Jacob Carstensen, Henrik Steen Andersen, Jeppe Nielsen e Dennis Otzen Jensen      | Danimarca   | 7:24.63 |
| 7         | Sergey Fesenko, Igor Snitko, Artem Goncharenko e Rostyslav Svanidze               | Ucraina     | 7:32.16 |
| 8         | Athanasios Oikonomou, Dimitrios Manganas, Spyridon Bitsakis e Spyridōn Gianniōtīs | Grecia      | 7:35.77 |

## Finale
18 settembre 2000
| Posizione | Atleta                                                                        | Paese       | Tempo      |
| --------- | ----------------------------------------------------------------------------- | ----------- | ---------- |
|           | Ian Thorpe, Michael Klim, Todd Pearson e Bill Kirby                           | Australia   | 7:07.05 RM |
|           | Scott Goldblatt, Josh Davis, Jamie Rauch e Klete Keller                       | Stati Uniti | 7:12.64    |
|           | Martijn Zuijdweg, Johan Kenkhuis, Marcel Wouda e Pieter van den Hoogenband    | Paesi Bassi | 7:12.70    |
| 4         | Andrea Beccari, Matteo Pelliciari, Emiliano Brembilla e Massimiliano Rosolino | Italia      | 7:12.91    |
| 5         | Edward Sinclair, Paul Palmer, Marc Spackman e James Salter                    | Regno Unito | 7:12.98    |
| 6         | Stefan Pohl, Christian Keller, Stefan Herbst e Christian Tröger               | Germania    | 7:20.19    |
| 7         | Mark Johnston, Mike Mintenko, Rick Say e Yannick Lupien                       | Canada      | 7:21.92    |
| 8         | Dmitri Tchernychev, Andrej Kapralov, Serguei Lavrenov e Alexei Filipets       | Russia      | 7:24.37    |